# Северухин, Александр Николаевич
Александр Николаевич Северухин - советский деятель внутренней безопасности, депутат Верховного Совета РСФСР.

## Биография
Родился в 1905 году; место рождения — г. Людиново Жиздринского уезда Калужской губернии. Национальность — русский.
Член ВКП(б) c 03.1927.
В органах ВЧК−ОГПУ−НКВД с 1929.
На 23.03.1936 работал в органах государственной безопасности Винницкой области. На	03.10.1942 - заместитель начальника ОО НКВД 18 армии. На 03.11.1943 - начальник ОКР СМЕРШ 58 армии. После Великой Отечественной войны - начальник УМГБ Горьковской области.
Депутат Верховного Совета РСФСР 3 созыва.
Умер в 1966 году в Харькове.

## Звания
- младший лейтенант государственной безопасности
- лейтенант государственной безопасности
- капитан государственной безопасности
- подполковник
- полковник